# Carex demissa
La cárice amarilla (Carex demissa) es una especie perenne de planta herbácea de la familia  Cyperaceae.

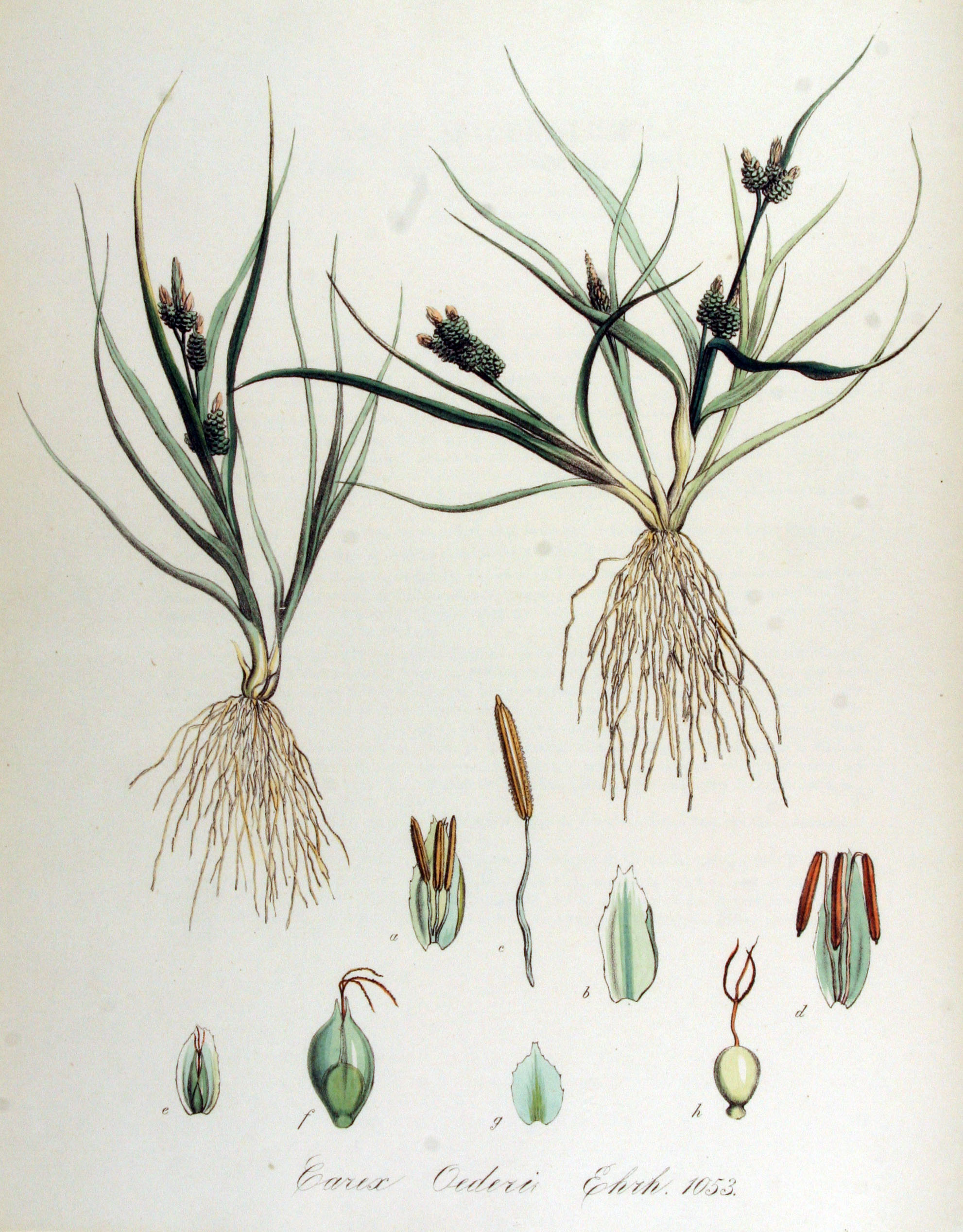
Ilustración

## Descripción
Fácilmente distinguible por su espigas femeninas ovales con utrículos patentes de color verde-amarillento. frecuente en los tremedales.

## Hábitat
Prados pantanosos

## Distribución
Se encuentra en Europa.

## Taxonomía
Carex demissa fue descrita por  Jens Wilken Hornemann y publicado en Flora Danica 4, pl. 1342. 1806.
Citología
Número de cromosomas de Carex demissa (Fam. Cyperaceae) y táxones infraespecíficos: 2n=70
Etimología
Ver: Carex
demissa; epíteto latino  que significa "colgantes".